# Congrès national uni
Le Congrès national uni (anglais : United National Congress, UNC) est un parti politique trinidadien membre de l'Organisation démocrate-chrétienne d'Amérique. Il a été fondé en 1989.